# Lajos Návay

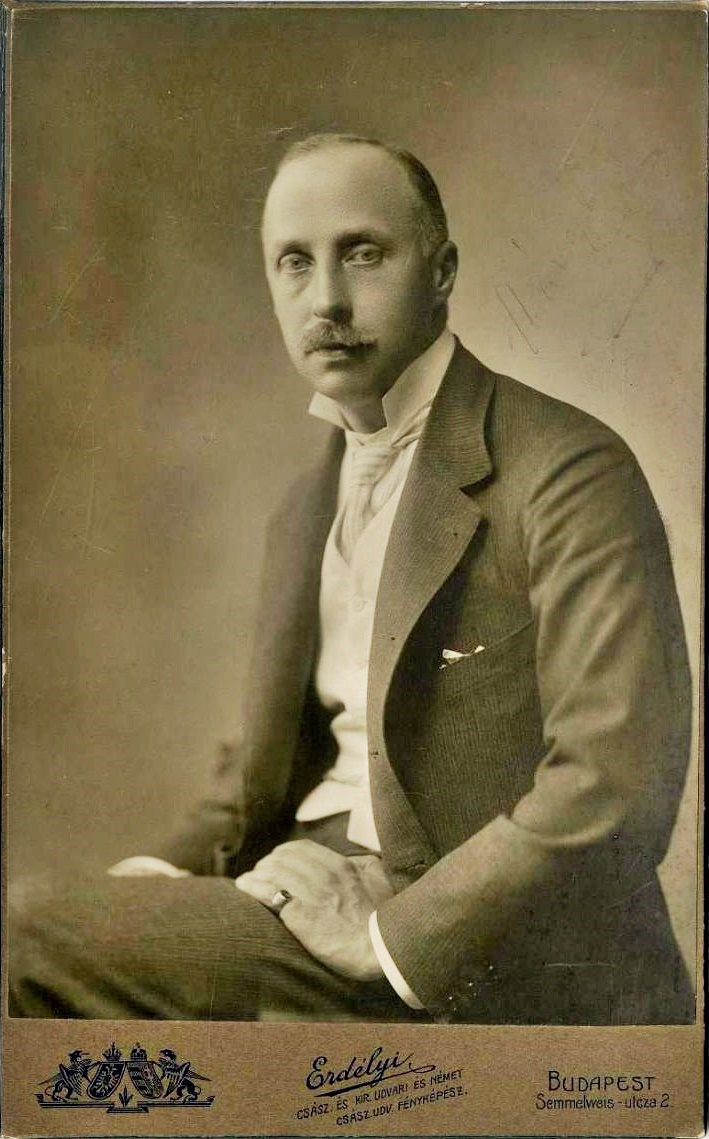
Lajos Návay, um 1910

Lajos Návay von Földeák (* 18. September 1870 in Földeák, Komitat Csanád; † 29. April 1919 in Kiskunfélegyháza) war ein ungarischer Politiker, Großgrundbesitzer und Präsident des Abgeordnetenhauses.

## Leben
Návay war ein Enkelkind des Schriftstellers József Eötvös und studierte Jura in Budapest, Berlin und Bonn. 1891 erlangte er den Doktortitel in Staatswissenschaften und wurde im Folgejahr Vizenotar des Komitats Csanád. 1895 wurde er Oberstuhlrichter, im Folgejahr Obernotar und 1901 zum Vizegespan ernannt. Von 1905 bis 1910 war er für den Wahlkreis Battonya (Komitat Csanád) und danach bis 1918 für den Wahlkreis Temesvár (Komitat Temes) Abgeordneter des Reichstags. Von 9. November 1911 bis 21. Mai 1912 war er Präsident des Abgeordnetenhauses. Kurz nach Kriegsende sollte er im Kabinett von János Hadik Innenminister werden, dazu kam es jedoch wegen der Asternrevolution nicht mehr. Nach Ausrufung der Räterepublik im März 1919 zog sich Návay auf sein Gut in Földeák zurück, etwa einen Monat später fiel er dem Roten Terror zum Opfer.